# Decisiones (primera versión)
Decisiones fue una serie de televisión producida en Colombia, por RTI Televisión, desde 1992 hasta 1995 fue la primera serie que se promocionaba las recién creadas comisarías de familia, fue presentada por Lucero Gómez quien hacia de comisaría y narraban las historias antes y después del episodio, lo curioso de esta serie es que este elenco casi nunca cambiaba y siempre ellos interpretaban las mismas historias que se vivían en la comisaría de familia,  del 27 de enero al 28 de agosto de 1992 esta serie fue transmitida en alianza con Producciones Cinevisión, Proyectamos TV y Jorge Barón Televisión de lunes a viernes a las 11:00 AM por la Cadena Uno, después del 31 de agosto de 1992 al 31 de diciembre de 1993 se presentó en alianza con Proyectamos TV los lunes y los viernes a las 11:00 AM por la Cadena Uno y desde el 4 de enero de 1994 al 28 de diciembre de 1995 la serie lo presentó Coestrellas los martes y los jueves a las 11:00 AM por el Canal A.

## Elenco
- Nicolás Gómez
- Yuly Pedraza
- Alicia de Rojas
- Ana Victoria Beltrán
- Julieta García
- Álvaro Bayona
- Maurizio Konde
- Humberto Rivera

En los años 2005 y 2008 RTI televisión y Telemundo realizó un remake también titulado Decisiones. Este formato de una hora consta de historias que tienen un planteamiento, desarrollo y final dentro del mismo programa (es decir, es una serie unitaria), lo cual le permite al espectador disfrutar una historia completamente diferente cada noche.